# ريش علي مفيش (مسلسل)
ريش على مفيش هو مسلسل مصري، من إخراج باسيلي جريس (مخرج) وبطولة يحيى الفخراني ومحمود الحديني ونخبة من النجوم، يحكي قصة **توفيق**، وهو شاب الشخصية ولا يتمتع بذكاء أو كاريزما ، لكنه يجد نفسه فجأة في موقف غير متوقع عندما تلقية الصدف مع مجرم خطير، ويظن الناس أنه قد تمكن من القبض عليه عن قصد. ويتحول توفيق بين ليلة وضحاها إلى **بطل شعبي**، ويبدأ في تصديق الكذبة التي صنعتها وسائل الإعلام حوله، مما يدفعه إلى مزيد من المشاكل والتعقيدات اللتي يحاول فيها اثبات لنفسةولمن حولة انة بطل . المسلسل يعكس كيف يمكن أن يصبح الشخص العادي **نجماً زائفاً** بمساعدة الإعلام والمجتمع، وهي ظاهرة لا تزال قائمة حتى اليوم.

## شخصيات المسلسل
- يحيى الفخراني: توفيق
- محمود الحديني:
- عزة كمال:
- عبدالسلام محمد:
- نبيل الدسوقي:
- عبدالله فرغلي:
- نادية أرسلان
- سيد عبدالكريم:
- نجاح الموجي:
- ماري باي باي: بهيجة محمد علي
- أديب الطرابلسي: ضيف
- أنجيل آرام: تفيدة
- سلامة إلياس: عبده أبو غزالة

## فريق العمل
- إخراج : محمد فاضل (مخرج).
- قصة وسيناريو وحوار : أسامة أنور عكاشة.
- إنتاج : شركة صوت القاهرة للصوتيات والمرئيات  .
- مهندس الديكور : رأفت مراد .
- منفذ الديكور : إبراهيم العيسوي .
- مدير الإضاءة : طلعت العجمي .
- مدير التصوير : محمود زهدي، عبدالله مصطفى، محمد ثابت، سعد عبدالجواد، محمود حامد.
- مونتير إلكتروني : محاسن أبو المجد، ممدوح زكي .
- مونتير فيديو : محي الدين محمد، رجب عبدالله .
- ماكيير : سيد فرج .
- مصفف الشعر : فاروق عامر .
- مدير الإنتاج : فكري الجوهري.
- مساعد مخرج : سعد عبده، عباس المصري .
- مخرج مساعد : رائد لبيب .